# Jean Zimmermman
Jean Zimmermman (fl. XX secolo) è stato un calciatore francese, di ruolo difensore.

## Carriera

### Club
Nella stagione 1908-1909 giocò nell'A.S.Française.

### Nazionale
Fece parte della rosa che partecipò ai Giochi olimpici del 1908, ma a causa della sconfitta per 17-1 la sua Nazionale si ritirò dalla competizione senza disputare la finale per il terzo posto non permettendogli di avere la possibilità di scendere in campo.